# The Montreal Museum
 (novembre 2023).
La mise en forme du texte ne suit pas les recommandations de Wikipédia : il faut le « wikifier ».
Les points d'amélioration suivants sont les cas les plus fréquents :
- Les titres sont pré-formatés par le logiciel. Ils ne sont ni en capitales, ni en gras.
- Le texte ne doit pas être écrit en capitales (les noms de famille non plus), ni en gras, ni en italique, ni en « petit »…
- Le gras n'est utilisé que pour surligner le titre de l'article dans l'introduction, une seule fois.
- L'italique est rarement utilisé : mots en langue étrangère, titres d'œuvres, noms de bateaux, etc.
- Les citations ne sont pas en italique mais en corps de texte normal. Elles sont entourées par des guillemets français : « et ».
- Les listes à puces sont à éviter, des paragraphes rédigés étant largement préférés. Les tableaux sont à réserver à la présentation de données structurées (résultats, etc.).
- Les appels de note de bas de page (petits chiffres en exposant, introduits par l'outil «  Source ») sont à placer entre la fin de phrase et le point final[comme ça].
- Les liens internes (vers d'autres articles de Wikipédia) sont à choisir avec parcimonie. Créez des liens vers des articles approfondissant le sujet. Les termes génériques sans rapport avec le sujet sont à éviter, ainsi que les répétitions de liens vers un même terme.
- Les liens externes sont à placer uniquement dans une section « Liens externes », à la fin de l'article. Ces liens sont à choisir avec parcimonie suivant les règles définies. Si un lien sert de source à l'article, son insertion dans le texte est à faire par les notes de bas de page.
- La présentation des références doit suivre les conventions bibliographiques. Il est recommandé d'utiliser les modèles {{Ouvrage}}, {{Chapitre}}, {{Article}}, {{Lien web}} et/ou {{Bibliographie}}. Le mode d'édition visuel peut mettre en forme automatiquement les références.
- Insérer une infobox (cadre d'informations à droite) n'est pas obligatoire pour parachever la mise en page.

Pour une aide détaillée, merci de consulter Aide:Wikification.
Si vous pensez que ces points ont été résolus, vous pouvez retirer ce bandeau et améliorer la mise en forme d'un autre article.
 (novembre 2023).

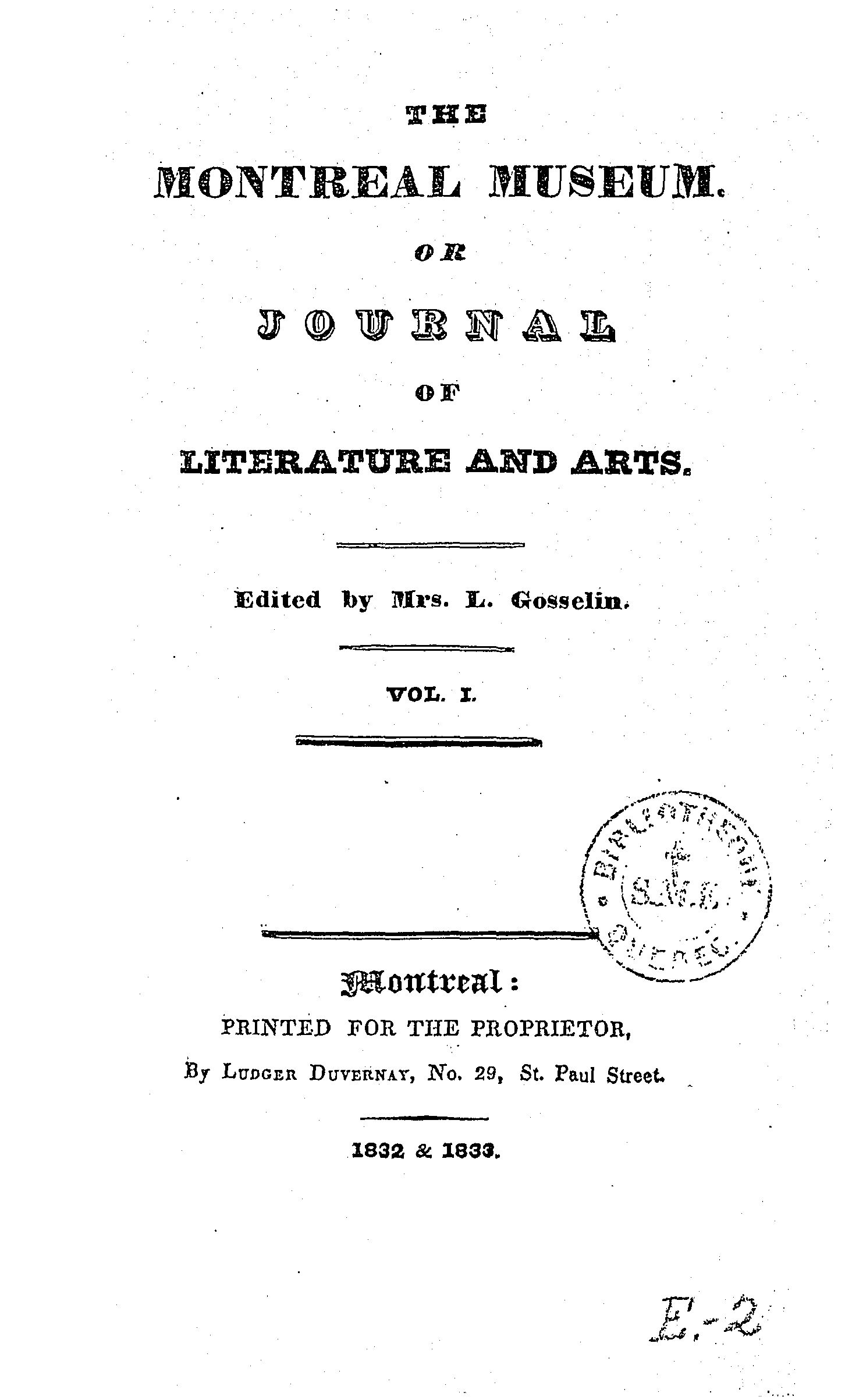

Art et féminisme

The Montreal Museum (alternativement intitulé Journal of Litterature and Arts dans le premier numéro) est une revue littéraire et artistique crée en 1833 par Mary Graddon Gosselin. Elle était publiée à Montréal au début du XIXe siècle. Parmi les textes se trouvant dans le journal, on y trouvait notamment de la poésie, des essais et des articles sur la littérature et les arts.

## Description de la revue et dimensions féministes
The Montreal Museum est une revue littéraire et artistique créée en 1832 et se terminant en 1834. Mary Graddon Gosselin, la créatrice de la revue, est la première femme à éditer un journal en Amérique. Parmi les textes se trouvant dans la revue, on y trouvait notamment de la poésie, des essais littéraires et des articles sur la littérature et les arts. La revue visait à promouvoir et soutenir les efforts culturels et intellectuels dans la région de Montréal. C'était un débouché culturel et littéraire important à son époque, offrant une plateforme permettant aux écrivains et aux artistes de partager leur travail et leurs idées.
Dans la revue, nous y retrouvons un peu plus de 30 textes écrits entre 1832 et 1834. Parmi ceux-ci, y trouvent des poèmes, des essais, des histoires et des critiques. En effet, la plupart des textes se retrouvant dans la revue sont écrits par des femmes, ce qui donne une dimension féministe à la revue. Plusieurs idées féministes se retrouvent dans les textes, plus particulièrement, des idéologies anti-patriarcales ainsi que l’encouragement de l’autonomie des femmes.

## Contenu et résumé des numéros
[Vol. 1, No 1 (décembre 1832)
Anonyme, « Introductions »
Le premier numéro présente la revue. La créatrice explique qu'aucun journal d'art et de littérature n'est disponible au Canada. Elle explique que le but de la création d'une telle revue est de convaincre les hommes haut placés que c'est important d'être instruit. Cependant, elles admettent qu'étant des femmes à cette époque, elles seront limitées à une perspective domestique et leur cercle social, ce qui limite les chances que le journal soit un succès. En effet, c'est au 19e siècle que l'idéologie des différences des sexes prend son essor. Effectivement, l'idéologie de cette époque stipule que la différence des sexes est naturelle au sens biologique du terme, il est donc normal que les femmes restent dans la sphère domestique . Les créatrices du journal poursuivent en disant qu'elles espèrent tout de même que leur ouvrage pourra piquer la curiosité des hommes qui s'intéressent à la littérature et les arts, tout en passant par-dessus leur privilège d'être un homme.

Anonyme, « Popular essays on science »
Dans ce texte, on nous explique les différentes étapes de l'évaporation. Bien que cet essai soit strictement scientifique, nous y retrouvons toutefois des passages représentant la différenciation des sexes. Premièrement, l'auteur de l'essai commence en nous affirmant que le processus d'évaporation est un processus de la nature tout comme les femmes et la sphère domestique. En effet, en faisant cette comparaison, l'auteur stipule que les femmes utilisent l'évaporation lorsqu'elles sèchent les vêtements. L'auteur fait référence au travail naturel domestique des femmes. De plus, chaque fois que l'homme fait référence à l'évaporation en guise de tâche ménagère, celui-ci utilise des mots comme « Washer-Woman» et « Laudry-Maid» . Les champs lexicaux "Washer-Woman" (laveuse) et "Laundry-Maid" (femme de ménage de blanchisserie) sont des termes qui ont été utilisés au XIXe siècle pour désigner des femmes qui travaillent dans le domaine de la lessive et du nettoyage.[9] Ces termes sont réducteurs pour plusieurs raisons. Ces termes impliquent que le travail de blanchisserie et de nettoyage est principalement destiné aux femmes. Cela renforce les stéréotypes de genre en suggérant que ces emplois sont naturellement adaptés aux femmes, ce qui limite les opportunités professionnelles et perpétue des attentes traditionnelles quant aux rôles de genre. L'utilisation de ces termes indiquent que le travail effectué par ces femmes est moins important ou moins qualifié que d'autres emplois. Cela contribue à la dévalorisation de ces métiers et à la sous-estimation de leur contribution à la société. Ce texte est antiféministe, car il s’oppose à l’autonomie des femmes 
Vol. 1, No 2 (Jan. 1833)
Anonyme, « Advice to young women »
Dans cet article, l'auteure reflète les normes et les attentes de l'époque quant au comportement des jeunes femmes au XIXe siècle. Il met l'accent sur des qualités morales et sociales telles que la piété, l'intégrité, la charité, et l'obéissance, qui étaient considérées comme importantes pour les femmes de l'époque.  À l'époque, les femmes étaient souvent encouragées à se conformer à des normes et à des attentes strictes en matière de comportement et de moralité. L'auteure poursuit en parlant de la religion. En effet, si ces attentes envers les femmes ne sont pas respectées, cela serait vu comme une «Religious Madness», et des conséquences seraient subies par ces femmes.
Anonyme, « Personal beauty »
Dans ce texte, un homme donne des conseils sur la manière dont les femmes devraient se comporter et prendre soin de leur apparence sur des sujets comme la beauté, la tempérance, l'ingéniosité et la bonne humeur, ce qui était conforme aux attentes de l'époque pour les femmes. Ce texte présente les normes de l'époque quant au comportement des femmes et à leur apparence physique. Ces normes étaient fortement influencées par les attentes traditionnelles concernant le rôle des femmes dans la société, leur apparence et leur comportement. Dans son texte, l'auteur impose aux femmes des rôles strictement définis ainsi que des attentes en matière de comportement et d'apparence. Ce texte démontre clairement l'idéologie du XIXe siècle concernant le travail naturel des femmes. Les femmes étant considérées naturellement compétentes pour faire des tâches ménagères et sont très fortement invitées à rester au foyer et s'occuper des tâches ménagères. Le texte est non seulement misogyne, mais antiféministe, car il s’oppose à l’autonomie des femmes prendre soin de leur apparence comme elles le veulent.

Anonyme, « A Literary Wife »
Ce texte parle d'aspects féministes et antiféministes. En effet, il est rare à cette époque de considérer une femme intelligente et compétente pour autre chose que des tâches ménagères ou son rôle de mère. Toutefois, dans le texte, nous retrouvons plusieurs passages faisant référence à une femme qui semble apporter à son mari plusieurs apports intellectuels. Le texte reconnaît la valeur de l'esprit cultivé des femmes et souligne le plaisir et l'enrichissement mutuels que peuvent apporter les femmes dans la sphère intellectuelle de leur partenaire masculin. Cependant, le texte suppose aussi que le rôle principal d'une femme est de soutenir intellectuellement son mari et de participer à ses études. Bien que cela puisse être considéré comme une forme de reconnaissance de l'intelligence des femmes, cela réduit également les femmes à un rôle de soutien dans la vie intellectuelle de leur mari, au lieu de les considérer indépendantes de leur mari. De plus, le texte met en avant l'idée d'un partenariat intellectuel où les deux conjoints partagent une passion pour la littérature et collaborent dans leurs études. Cela suggère une certaine égalité intellectuelle entre les deux partenaires. Malgré les passages pouvant être interprétés comme des avancées féministes, on y retrouve toujours l'idéologie du XIXe siècle du rôle naturel des femmes. Dans ce texte, on met l'accent sur le rôle maternel des femmes. Le texte mentionne que la femme a élevé onze enfants tout en participant aux études de son mari. Bien que cela puisse être loué comme une réalisation, cela sous-entend que l'une des principales responsabilités des femmes est la maternité, ce qui peut être réducteur car cela ne reconnaît pas pleinement la diversité des rôles et des aspirations des femmes comme celles des hommes.
Vol. 1, No 3 (Feb. 1833)
Mrs. Childs, « Education of daughters » 
Ce texte, écrit par Mrs. Childs, parle majoritairement de la mauvaise éducation des jeunes filles. En effet, l'auteure nous dit que la façon dont on éduque les jeunes filles à l'époque est basée sur le bien-être de la société et non leur propre bonheur individuel. En voici un passage: « There is no subject so much connected with individual happiness and national prosperity as the education of daughters. It is a true, and therefore an old remark, that the situation and prospects of a country may be estimated by the character of its women; and weall know it is hard to engraft upon a woman's character, habits and principles to which shewas unaccustomed in her youthful days. It is always extremely difficult, and sometimesutterly impossible . Is the present education of young ladies likely to contribute to their ownultimate happiness, or to the welfare of the country? There are many honorable exception; but we do think the general tone of female education is bad. The greatest and most universal erroris teaching girls to exaggerate the importance of getting married: and of course to place an undue importance upon the polite attention of gentlemen»  Effectivement, ce passage reflète l'importance de l'éducation des filles et comment elles sont étroitement liées au bonheur individuel et à la prospérité nationale. Il met en avant l'idée selon laquelle la situation et l'avenir d'un pays peuvent être jugés à l'aune du caractère et de l'éducation de ses femmes. Ce passage critique l'idée répandue selon laquelle le but premier des femmes est de se marier et de rechercher l'attention des hommes. Cela reflète un aspect du féminisme qui vise à remettre en question les rôles et les stéréotypes traditionnels de genre, en plaidant pour que les femmes aient le pouvoir de façonner leur vie et de définir leurs propres aspirations.
Anonyme, « Conversatoin between a married couples »
Ce texte présente une conversation entre Adèle et Charles, un couple marié. En voici un extrait: « Adele, very much dressed, entering her husband's apartment. I am come to scold you, Sir.
Charles-Me?
A.-Yes, you. How is this, Charles, it is two o'clock, and you have not been to see me...
C.- My dear Adèle, I have had business to transact; I was obliged to go out this morning; and it is not more than then minutes since I returned, but what are your projects for today?
A.- Projects, Sir, I have none.
C-. I have never seen you so brilliant before
A.- Do you think i look well?
C.-Charming, adorable (he kissed her hand)
A.- And you love me?
C.- Can you doubt it?
A.- Yes, Sir, I do, very much
C.- You are unjust
A.- I am not unjust at all; for some time past, you are quite altered, you are absent, you answer with difficulty...Charles, can it be that you have sorrows?
[...]
C.- There are things...details, concerning pecuniary and other matters which a woman should not know.
A.- You are mistaken; nothing can dispense with mutual confidence, that alone can procure happiness. From the moment that a married pair have secrets between them, the first charm of their union is vanished, and the garlands of flowers are changed to heavy chains.
C.- Your sex is born for happiness and pleasure; man should reserve himself for the labour.»
La conversation entre Adèle et Charles dans ce texte reflète des dynamiques de genre traditionnelles et des stéréotypes qui étaient courants à l'époque où il a été écrit, c'est-à-dire au XIXe siècle. Charles mentionne que les femmes sont "nées pour le bonheur et le plaisir" tandis que les hommes doivent se réserver pour le travail. Cette idée reflète des stéréotypes traditionnels sur les rôles de genre, où les femmes sont cantonnées aux rôles domestiques et de divertissements, tandis que les hommes sont les pourvoyeurs. Adèle remet en question cette division des rôles basée sur le genre et suggère que les femmes ont le droit de participer pleinement à la vie et à la prise de décision. Le passage implique que le rôle traditionnel de la femme est d'être belle, charmante et de se soucier principalement de sa relation avec son mari. Adèle est critiquée pour ne pas avoir attendu son mari à la maison et pour ne pas avoir de projets personnels. Cette vision réduit la femme à un rôle domestique et relationnel, niant sa capacité à poursuivre des aspirations individuelles.

Vol. 1, No 4 (Mar. 1833)
Andrew Picken, « Old saws for young ladies »
Le texte «Old Saws for Young Ladies» est une œuvre de l'auteur Andrew Picken. Il se concentre sur l'éducation des jeunes femmes et comment elle devraient être dirigées pour leur bénéfice personnel et pour le bien-être de la nation. L'auteur souligne que la situation et le futur d'un pays peuvent être évalués en fonction de la qualité de l'éducation et du caractère de ses femmes. Le texte critique l'accent mis sur le mariage et l'attention des hommes dans l'éducation des femmes, soulignant que cela limite leur potentiel. En fin de compte, le texte pose des questions sur la manière dont l'éducation des jeunes femmes peut contribuer à leur bonheur personnel et au progrès de la société, tout en mettant en lumière les préoccupations liées à l'égalité des sexes et à la définition des rôles traditionnels. Le texte suggère que le but principal de l'éducation des jeunes femmes est de les préparer au mariage et de les rendre attractives pour les hommes. Cela limite leur horizon et réduit leur valeur à leur capacité à trouver un partenaire masculin. Lorsque le texte mentionne que les femmes doivent se concentrer sur le mariage et l'attention des hommes, il implique que les ambitions professionnelles des femmes sont secondaires, voire inutiles. Cela perpétue l'idée que les femmes n'ont pas besoin de poursuivre des carrières ou des aspirations en dehors de leur foyer. En dissuadant les femmes de s'impliquer dans des questions pécuniaires, le texte maintient l'idée de leur dépendance financière vis-à-vis des hommes, ce qui les limite dans leur autonomie et leur capacité à prendre des décisions financières importantes.
Anonyme, « Maxims for married ladies »
«Maxims for Married Ladies» est un texte écrit par l'auteure Delarivier Manley au début du 18e siècle. Il s'agit d'une œuvre satirique qui présente des maximes et des conseils humoristiques destinés aux femmes mariées de l'époque. Le texte se moque des stéréotypes et des attentes associés aux femmes mariées de la haute société. Parmi les thèmes abordés dans le texte, on trouve des conseils absurdes ou cyniques sur la manière dont les femmes mariées devraient se comporter dans leur mariage, notamment en ce qui concerne les relations conjugales, l'infidélité, et la manipulation. L'objectif de l'œuvre est de critiquer et de ridiculiser la condition des femmes mariées à l'époque, en mettant en évidence les contraintes sociales et les inégalités auxquelles elles étaient soumises. Ce texte est un exemple de la littérature satirique qui remet en question les normes de genre de l'époque et qui exprime le point de vue de l'auteure sur les injustices auxquelles les femmes étaient confrontées dans le mariage. L'auteure utilise la satire pour exprimer l'injustice et les inégalités auxquelles les femmes mariées étaient confrontées à l'époque. Cela rejoint l'objectif du féminisme de dénoncer les inégalités entre les sexes et de lutter pour l'égalité.Bien que l'œuvre soit une satire du XIXe siècle et ne s'inscrive pas nécessairement dans le mouvement féministe contemporain, elle partage des similitudes avec les préoccupations et les idéaux du féminisme en ce qui concerne l'égalité des sexes et la critique des normes de genre oppressives. Elle contribue à l'histoire de la littérature féministe en tant qu'exemple précoce de réflexion sur les inégalités de genre.
Mrs. Charlesgore, « Soliloquy of a Fine Lively Turtle »
«Soliloquy of a Fine Lively Turtle» est un poème satirique écrit par Mrs. Charlesgore, une autrice du 18e siècle. Ce poème présente le monologue intérieur humoristique d'une tortue, qui est sur le point d'être préparée et cuite pour un festin. La tortue exprime ses pensées et ses inquiétudes sur sa situation, révélant une personnalité et des émotions anthropomorphiques. Le poème se moque de la vanité et de la superficialité de la société de l'époque, en particulier des femmes de la haute société, qui sont plus préoccupées par leur apparence et leur statut social que par la compassion envers les êtres vivants. Dans l'ensemble, « Soliloquy of a Fine Lively Turtle» est une œuvre satirique qui utilise l'humour pour critiquer la superficialité et l'indifférence envers la souffrance animale et les inégalités sociales de l'époque. Il peut être interprété comme une réflexion sur les préoccupations morales et sociales de son époque, tout en se moquant de la vanité et de l'indifférence de la société de l'époque. Le poème critique la vanité et la superficialité de la haute société de l'époque, y compris les femmes de cette société. Cette critique peut être interprétée comme une remise en question des rôles traditionnels de genre imposés aux femmes, qui étaient souvent contraintes de se conformer à des normes de beauté et de comportement superficiels. En effet, le personnage de turtle, dans sa réflexion, pourrait être vu comme un personnage qui défie les normes superficielles de beauté et de comportement imposées aux femmes. Son focus sur la vitalité plutôt que sur des attributs extérieurs peut être interprété comme une critique indirecte de la société qui valorise souvent l'apparence au détriment de la substance. L'auteure, Mrs. Charlesgore, en tant que femme écrivaine du 18e siècle, utilise sa voix pour créer une satire sociale qui, bien qu'adressée à un public mixte, peut être interprétée comme une expression de la frustration face aux attentes et aux normes sociales oppressives imposées aux femmes de son époque.

Vol. 1, No 5 (Apr. 1833)
London and Parisian fashion
Le texte London and Parisian fashion décrit la mode et les tendances vestimentaires au XIXe siècle, avec un accent sur les détails des robes et des accessoires portés par les femmes. Il illustre comment les femmes étaient souvent soumises à des normes strictes en matière de mode et de beauté, avec des descriptions détaillées des garnitures, des tissus et des ornements qui devaient correspondre à la couleur de la robe. Ces normes pouvaient imposer un certain idéal de féminité et de beauté. Lorsque que la Restauration politique s'installe, le corps baleiné est lui-même restauré sous le nom de corset. La nostalgie des styles du passé s’affirme aussi par une référence aux manches « gigot » et aux jupes en cloche soutenues par un vertugadin de la Renaissance. Des textiles imprimés aux couleurs vives tranchent avec les teintes édulcorées de l’Empire. Ils trouvent un contrepoint dans la surenchère décorative des bijoux, utilisant différentes typologies de techniques afin de varier textures et brillances. Comme le mentionne l’extrait du texte, l’époque romantique est marquée par un retour à la couleur, au volume, aux motifs et ornements imposants dans le vestiaire, comme dans les accessoires féminins. La mode était parfois utilisée pour renforcer les stéréotypes de genre et les rôles traditionnels des femmes. Les exigences de correspondance des couleurs, les ornements complexes, et les normes de beauté imposées aux femmes peuvent être perçus comme des contraintes qui limitaient leur liberté de s'habiller comme elles le souhaitaient.

Volume 1, No 7 (juin 1833)
Maria, «
Recollections of my school days »
Cette histoire, écrite par Maria Bedford, raconte un passage de la vie entre l’auteure et son amie, Ellen Seymour, une jeune femme qu’elle décrit de manière très affective et admiratrice. On ne perçoit pas de jalousie dans les propos de la narratrice, mais seulement de la contemplation et du respect. La façon dont le thème de l’amitié est abordé présente donc un modèle de femmes sincères, qui peuvent compter les unes sur les autres et qui s’apprécient et s’honorent mutuellement. Les deux femmes se confessent leurs peines et leurs inquiétudes et se consolent entre elles, sans jugement. Cette idéologie de l’amitié entre femmes est féministe et avant-gardiste pour l’époque, la littérature écrite par des hommes le démontre en présentant les relations interpersonnelles des femmes presque exclusivement tournées vers leur mari et leur famille. Dans les cas où des relations amicales féminines sont abordés, elles sont souvent teintées de fantasmes masculins.

Fashions for may
Ce texte, provenant de World of fashion ainsi que Lady’s magazine, témoigne de l’immense spécificité quant aux attentes de la mode féminine de l’époque. Des cheveux aux souliers, chaque élément composant l’allure de la femme est décrit de manière si précise qu’il ne laisse aucune place aux goûts personnels ou au confort. L’article décrit chacune des robes correspondant au mode de vie attendu à ce moment, soit la robe du matin, celle pour marcher ou encore le port du chapeau et du bonnet. Cet extrait de l’article démontre la précision du style : « The chemisette has a full trimming of black lace, which appears all round, about the edge of the corsage. A gujmpe of tulle, embroidered, is on the neck, and the cravatte is a small scarf of black lace knotted at front ».

Volume 1, No 9 (aout 1833)
Anonyme, « 
Newly discovered aboriginal race in India »

Cet article décrit la « découverte » d’un nouveau peuple en Inde par des occidentaux. Le rédacteur y mentionne chaque détail décrivant ces individus, allant de leur lieu d’habitations, leurs tenues, leur physique à leurs manières. Le passage où les femmes sont décrites témoigne de la vision occidentale de l’époque sur les femmes. C’est ce que l’on peut observer dans cet extrait :
« With a modest and retiring demeanor, they are perfectly free from the ungracious and menial-like timidity of the generality of the sex of the low country ; and enter into conversation with a stranger, with a confidence and self possession becoming in the eyes of Europeans, and strongly characteristic of a system of manners and customs widely differing from those of their neighbours ». 
En effet, plutôt que d’être complimentées, les femmes sont comparées à d'autres qui elles sont dénigrées. Cette forme de critique du féminin est typique de l’antiféminisme. C’est aussi ce qui est observé dans la façon dont sont commentés leurs vêtements, à l’aide de phrases telles que « This attire, is by no mean graceful ; it gives them an unfeminine and mummy-like appareace », où l’apparence d’une mère est sous-entendu comme quelque chose de mal et de peu gracieux, ainsi que « (…) the sudden transition and free expression of their sentiments show a strength of feeling and correctness of thought little to be expected under such a garb » dans laquelle une critique positive sur leur attitude est directement suivi d’une remarque négative sur leur apparence.

London and Parisian Fashions
La récurrence de ce texte portant sur les tendances vestimentaires de l’époque à Londres et Paris démontre l’importance du paraître et de la mode chez les femmes de l’époque. Cet article ajoute cette fois l’introduction de bonnets de mousseline, doublés de soi, ornés de fleurs sauvages et garnis de rubans. Les parasols sont aussi maintenant à la mode dans ces régions du monde.

Volume 1, No 10 (septembre 1833)
Anonyme, « 
The duel »
Cette histoire présente une héroïne peu typique pour la littérature de l’époque au Canada. The duel raconte l’histoire de Clara Delville, une jeune femme s’apprêtant à devenir une adulte, enfant unique d’un père décédé lorsqu’elle était une jeune enfant et d’une mère qui, l’aillant eue très tôt dans sa vie, souffrait de ne pas avoir connu de vrai espoir ni de véritable bonheur. Cette mère, pour ces raisons était malade physiquement et mentalement laissant ainsi bien souvent Clara à elle-même. Son cercle était donc constitué de sa mère et des amies de celles-ci. Cette protagoniste représente une image féministe, surtout pour ce temps, soit celle d’une jeune femme indépendante, épanouie et accomplie même sans modèle masculin. De plus, au cours de l’histoire ce sont à ses prétendants de la séduire et non à elle de leur plaire, ce qui se détache de l’idée de validation masculine.
Tuit's Magazine, « 
Character; of, jew and gentile; a tale; »
Ce récit est écrit par mademoiselle Leman Grimstone, une auteure qualifiée dans l’article comme « championne de son sex ». Elle défend les droits des femmes et met de l’avant les valeurs d’indépendance et de développement de l’esprit. Cette femme est une féministe radicale pour l’époque puisqu’elle prône la réforme du système d’éducation féminine, en qualifiant la domination masculine comme injuste. Son combat se trouve principalement au niveau de l’égalité intellectuelle ainsi que l’indépendance de caractère des sexes. Elle dénonce les normes et les conventions qui empêchent les femmes de s’émanciper à travers ses œuvres, qui étaient reconnus pour faire sensation, notamment grâce à ses personnages hors normes. Cette auteure révolutionnaire a par exemple écrite l’histoire Mr. Coverly et Mrs. Lennox, dans laquelle le personnage féminin n’accorde aucune supériorité au personnage masculin.
Volume 1, No 11 (octobre 1833)
Anonyme «
On the use of perfumery »
Dans cet article, l’auteure du journal, Mary Gosselin, rapporte son passage au Magazin of the Siour Felix Houbigant-Chardin, un magasin de parfum à Paris. Elle y raconte l’histoire de l’importance des parfums pour les femmes en remontant dans le passé, même avant les civilisations. Par exemple, l’auteure explique que dans l’ancien temps, lorsque l’hygiène des gens étaient très mauvaises, les gens utilisaient le parfum afin de camoufler les mauvaises odeurs corporelles. Elle qualifie le parfum comme « élégant et indispensable ».
Anonyme, « 
A page of my journal, or No fiction »
Cette narration raconte l’histoire d’une femme de quarante six ans qui n’est pas mariée. Elle dit que cet âge est celui que toutes les jeunes femmes craignent et pour lequel elles éprouvent de la pitié. Dans l’article, elle se qualifie elle-même de vieille fille à maintes reprises. Elle explique qu’elle s’est retrouvée dans cette position parce qu’après avoir été cruellement déçue par une ancienne histoire, elle n’a jamais pu offrir son cœur à quelqu’un à nouveau. Elle se souvient du temps où elle était plus jeune, temps où elle voyageait et avait des conquêtes amoureuses avec satisfaction. Cette vision que cette femme adulte a d’elle-même et l’importance qu’elle accorde à l’association du fait qu’elle n’est pas mariée et à son ennui démontre l’étendu de la valeur accordée aux mariages par les femmes du 19e siècle, le cas échéant étant vu comme un échec, voir un regret. Elle représente sa jeunesse comme une belle époque puisqu’elle y vivait des aventures, mais ne se permet plus cette même vie dû à son âge. Son désarroi face à sa situation de "vieille fille" démontre que la mentalité antiféministe est bien encrée chez les femmes de l'époque, qui ont l'impression de ne pas pouvoir s'émanciper et s'épanouir après un certain âge si elles ne sont pas mariées.

Volume 1, No 12 (novembre 1833)
Anonyme, « 
Physical education of girls »
Dans cet article, provenant de Rules for Invigoraling the Constitution, l’auteure explique pourquoi les femmes, dès leur jeune âge, devraient avoir le droit, comme les garçons, de pratiquer des sports extérieurs. Cela serait nécessaire au développement de leur corps et de leurs muscles, leurs organes, leur circulation sanguine, le système nerveux, etc. Leurs habits devraient également être davantage adaptés à des activités telles que lancer la balle, courir sauter et jouer. L’auteure ajoute que les femmes ne devraient pas être confinées à des tâches immobiles et que l’intellectuel peut être amélioré et se développer grâce à l’exercice. De plus, l’activité physique aide aussi au bonheur général ainsi qu’à la force du mental. Ce texte remet en question les meurs de l’époque tout en se souciant du bien-être des femmes.
Dermoncourt, « 
The Duchess de Berri »
Ce court texte rapporte le récit de Marie Caroline, une jeune fille n’ayant presque pas reçue d’éducation. Tout ce qu’elle connait est donc sa nature et son instinct, conduite par ses impulsions et exclue des exigences et étiquettes du monde extérieur. Ce sont ses sentiments qui la guident et elle ne les restreint pas. Elle crie, elle saute, elle a de fortes réactions, il lui arrive d’être fatiguée et elle est capable de surmonter les plus grands dangers avec le courage et la patience d’un soldat. L’auteur, Dermoncourt, propose ici une analogie fort intéressante de ce que serait la femme sans ce qu’on lui a inculquée, soit à son état naturel. Cette vision féministe témoigne de la force de la nature féminine, que la société apprend bien trop souvent aux femmes à restreindre.